# Platymiscium pubescens
Platymiscium pubescens är en ärtväxtart som beskrevs av Marc Micheli. Platymiscium pubescens ingår i släktet Platymiscium och familjen ärtväxter. Inga underarter finns listade i Catalogue of Life.

## Bildgalleri